# Reklama natywna
Reklama natywna (ang. native advertising) – rodzaj reklamy, która stanowi integralną część treści medialnej. Jest maksymalnie zaadaptowana do stylistyki i standardów edytorskich. W przeciwieństwie do tradycyjnych form reklamowych nie ma charakteru inwazyjnego, lecz jest naturalnie wkomponowana w treść, jaką przegląda i sam sobie wybiera użytkownik. Reklama natywna ma miejsce na przykład wówczas, gdy promocja produktu bądź usługi w artykule prowadzona jest z użyciem technik stosowanych przy tworzeniu tradycyjnych treści prasowych. Zwrot native (z ang. rodzimy) nawiązuje do spójności stylistycznej z treścią mediów, w których się pojawia.

## Skuteczność
Reklama natywna stanowi alternatywę dla tradycyjnych form reklamowych, których skuteczność systematycznie spada w wyniku postępującego tzw. zjawiska „ślepoty bannerowej” (ang. banner blindness), czyli niezauważania przez użytkowników reklam displayowych. Jak wskazują badania, przeprowadzone wspólnie przez amerykańską agencję IPG Media Lab i serwis Sharethrough, reklama natywna przyciąga uwagę konsumentów dwukrotnie częściej niż na przykład banery reklamowe. Odbiorcy chętniej też udostępniają natywne materiały w internecie. Około 32 proc. respondentów przyznało, że chętnie podzieli się treścią z rodziną bądź znajomymi. W przypadku konwencjonalnej reklamy wskaźnik ten wyniósł zaledwie 19 proc.
Takie dane przekonują też reklamodawców. O tym, że reklama natywna stanowi wartościową treść dla klienta, jest przekonanych 78 proc. marek. W Stanach Zjednoczonych 6 na 10 wydawców oferuje sprzedaż kampanii natywnych. Wiele kampanii natywnych przeprowadził m.in. Facebook. Jak wskazuje raport sporządzony przez Hexagram i Spada, z reklamy natywnej w social media korzysta 56% wydawców.
W Polsce za prekursora reklamy natywnej uważany jest serwis NaTemat.pl.

## Rodzaje reklamy natywnej
Często artykuły o charakterze natywnym mylone są z konwencjonalnymi treściami sponsorowanymi. Związek Branży Internetowej IAB (z ang. Interactive Advertising Bureau) wyróżnia 6 różnych kategorii reklamy natywnej:
- In-feed Ad Units – treści lokowane pomiędzy tradycyjnymi artykułami dziennikarskimi. Są tworzone przez redaktorów bądź w porozumieniu z nimi tak, by wkomponowywały się w otaczający kontent. Przykłady: sponsorowane artykuły Buzzfeed.
- Paid Search Units – rodzaj reklamy natywnej, z którą użytkownik styka się, gdy korzysta z wyszukiwarek internetowych. Promowane wyniki zajmują wyższe pozycje na stronie i opatrzone są napisem „reklama” bądź są oznaczone nieco innym kolorem niż wyniki organiczne. Podobne rozwiązania stosuje nie tylko Google, lecz także Yahoo czy Bing[6].
- Widżety rekomendowane (ang. recommendation widgets) – są umieszczane obok tradycyjnego artykułu lub wideo w postaci boksa albo ramki o treści „czytaj także”, „zobacz także” czy „redakcja poleca”[7].
- Promowane listy produktów (ang. promoted listings) – forma reklamy natywnej, z której korzystają głównie platformy e-commerce, takie jak Zalando.pl bądź Amazon.com. Promowana lista produktów jest integralnym elementem e-sklepów, zazwyczaj nie jest odbierana jako inwazyjny boks reklamowy.
- In-ad (IAB Standard) – rodzaj reklamy pojawiający się w standardowej formie np. banneru czy wideo obok treści organicznych. O jego natywnym charakterze decyduje fakt, że przekaz reklamowy jest dostosowany do contentu, z którym sąsiaduje. In-ad może być także zbliżony kolorystycznie do layoutu serwisu internetowego.
- Niestandardowe (ang. custom)[8] – zaliczają się do niej wszystkie inne formy reklamowe, których nie da się przypisać do żadnego z powyższych typów. Za przykład takiej nietypowej formy reklamy można uznać kampanię promocyjną pierwszej części serii GTA, która miała miejsce w 1997 r. Wydawca gry wynajął brytyjskiego dziennikarza tabloidowego Maksa Clifforda. Publicysta sprowokował nośną debatę publiczną wokół GTA, nawołując do bojkotu gry ze względu na liczne elementy przemocy, jakie ona zawiera. To napędziło duże zainteresowanie opinii publicznej i doprowadziło do masowego wykupowania tytułu[9].

## Przykłady reklamy natywnej
Reklama natywna obiera nie tylko formy artykułów prasowych. Może pojawiać się także w postaci wideo, muzycznego pliku, obrazka czy kampanii reklamowej. Istnieją proste formy natywne, takie jak pojedyncze artykuły, oraz zaawansowane, w tym całe strony i serie treści redagowanych tak, by wykreować określą potrzebę konsumencką. Produkt może być pokazany odbiorcom w najmniej oczekiwanym momencie w formie graficznej bądź filmu na YouTube. Za jeden z pierwszych formatów reklamy natywnej uważany jest „Przewodnik po ostrygach” autorstwa amerykańskiego copywritera Davida Ogilvy’ego. Jest to seria tekstów sponsorowanych stworzonych w 1950 roku specjalnie na potrzeby kampanii reklamującej piwo Guinness. Do historii przeszła też kampania natywna Samsunga, która miała miejsce w 2014 roku podczas Gali Oskarowej. Prowadząca Ellen DeGeneres użyła smartfona tej marki do zrobienia selfie, na którym znalazła się znaczna część spośród najpopularniejszych aktorów dekady. Akcja zaaranżowana na potrzeby Samsunga kosztowała ok. 20 milionów dolarów.